# 熊家场镇
熊家场镇，是中华人民共和国贵州省毕节市织金县下辖的一个乡镇级行政单位。
2016年1月14日，贵州省人民政府批复同意撤销熊家场乡建制，设置熊家场镇，撤乡设镇后行政区域和政府驻地不变。

## 行政区划
熊家场镇下辖以下地区：
群潮村、高梁井村、濛坝村、马店村、白马村、化作村、大桥村、大寨村、陶家洞村、糯冲村、磨石村、石马村、屯口村、宝山村、木汪村、干河村、穿硐村和何家寨村。